# 소셜 덤핑
소셜 덤핑(social dumping)은 고용주가 생산판매지역의 가격보다 더 값싼 노동력을 이용하는 행위를 말한다. 해외시장에서 타국의 생산품을 압도하는 저가격으로 투매하는 일을 말하기도 한다. 여기서는 생산원가를 내릴 필요가 있고 그 때문에 노동자의 혹사와 저임금이 채택된다. '사회적 희생에 대한 투매'라는 의미이다.

## 같이 보기
- 덤핑